# Anton Parks
Anton Parks es un escritor y ensayista francés autodidacta que relata temas de ufología, teoría intraterrestre, los reptiles humanoides y de la civilización de Sumeria. Su próximo libro se llamará Le réveil du phénix. Es un gran admirador de Joseph F. Blumrich. Sus teorías son cercanas a las de Zecharia Sitchin pero difieren de la visión de David Icke.